# Adj új erőt
Az Adj új erőt a Pokolgép zenekar hatodik nagylemeze és ötödik stúdióalbuma. Ez volt az első Pokolgép-lemez a klasszikus felállás felbomlása után. Az új énekes Rudán Joe lett, aki a Coda nevű Led Zeppelin tribute-együttesből érkezett. A gitáros posztján Kun Péter volt Nagyfi László eredeti utódja, azonban még az Adj új erőt munkálatai előtt Pataky Attila felkérésére az Eddához csatlakozott, és elhagyta a Pokolgépet, így a lemez összes gitártémáját Kukovecz Gábor játszotta föl. A lemez a Pokolgép legerősebb anyagai közé tartozik[forrás?], legnagyobb slágere a Hol van a szó című ballada, de a Győzd le a gonoszt, az Aki másképp él és a címadó Adj új erőt is a zenekar koncertjeinek állandó felvonásai.

## Az album dalai
1. A harang értem szól - 5:20
2. Én döntöm el - 3:37
3. Nincs könyörület - 4:04
4. Pokolra szállsz - 4:11
5. Megátkozott világ - 3:39
6. Adj új erőt - 3:56
7. Aki másképp él - 5:14
8. Győzd le a gonoszt - 3:43
9. Hol van a szó - 3:51
10. A világot már nem váltom meg - 4:22

## Közreműködők
- Rudán Joe – ének
- Kukovecz Gábor – gitár, vokál
- Pazdera György – basszusgitár
- Tarca Laszló – dobok
- Juhász Róbert - effektek (Solaris Midi Studio)